# Jakob Schultheis
Jakob Philipp Schultheis (* 4. September 1891 in Speyer; † 19. März 1945 in Brandenburg-Görden) war ein sozialdemokratischer und kommunistischer Widerstandskämpfer gegen den Nationalsozialismus, Gründungsmitglied der Speyerer Kameradschaft und Opfer des Nationalsozialismus.

## Leben
Jakob Schultheis wurde als Sohn des Schuhmachers Philipp Schultheis und seiner Frau Margaretha (geb. Schwind) in Speyer geboren, besuchte dort die Volksschule und war neben seiner politischen Tätigkeit Maler. Er qualifizierte sich später zum Tünchermeister und besaß ein eigenes florierendes Geschäft. Dabei hatte er viel Kontakt zu Leuten, was ihm Informationen und einen guten politischen Überblick verschaffte. So trat er, wie auch sein Vater und Großvater, 1913 als 16-Jähriger, der Sozialdemokratischen Partei Deutschlands (SPD) bei und wurde Mitglied der Sozialistischen Arbeiter-Jugend (SAJ), entschied sich 1919 jedoch für die Kommunistische Partei Deutschlands (KPD), aus der er aber ein Jahr später wieder austrat. Zur Zeit des Ersten Weltkrieges war er als Soldat tätig und wurde dafür mit dem Eisernen Kreuz 2. Klasse und dem Frontkämpferehrenkreuz ausgezeichnet. Ab 1921 wurde Schultheis Mitglied der Anarcho-Syndikalistischen Partei und war bis zur Zwangsauflösung 1933 auch wieder bei der SPD politisch aktiv. Nach der Machtübertragung an die NSDAP 1933 setzte er seinen Widerstand gegen die NS-Diktatur illegal fort. Er trat zudem der NSKOV bei und wurde Kreisleiter im Reichsbund der Körperbehinderten in Speyer. Als Kreisleiter musste er seinen Eid auf den Führer Adolf Hitler leisten. In Speyer lebte er zusammen mit seiner Frau Emma (* April 1892 in Altlußheim, geb. Schweikert † 1978), die er am 9. Mai 1914 heiratete, seinem Sohn Ewald, der im August 1943 als Soldat fiel, und seiner Tochter Emma (* 1920 in Speyer; † 1992), die später den Unteroffizier Stanislaus Matuszewski (* 1917 in Dortmund) heiratete und als Büroangestellte tätig war.

## Die Speyerer Kameradschaft
Als sich das Ehepaar Jakob und Emma Schultheis im September 1942 gerade auf der Rückreise von einem Sanatorium in Bad Krozingen bei Freiburg im Breisgau nach Speyer befand, besuchten sie in Singen einen Freund, den Jakob Schultheis aus der SPD und von der Gewerkschaftsbewegung kannte: Georg Blohorn. Dabei traf Jakob Schultheis zufällig die Frau des inhaftierten Kommunistenführers Ernst Thälmann. Rosa Thälmann berichtete Schultheis vom schrecklichen Schicksal ihres Mannes und der persönlichen Not, unter der sie gemeinsam mit ihrer Tochter Irma zu leiden hatte. Gepackt von der Idee, Ernst Thälmann und dessen Familie zu unterstützen, bildete sich im Herbst 1942 um Schultheis die Speyerer Kameradschaft, die Unterstützung in Form von z. B. Spendenaktionen für die Angehörigen von Ernst Thälmann organisierte. Diese Tätigkeit wurde im April 1944 der Gestapo bekannt, als diese einen V-Mann (H. Lübbers) in das Umfeld der Familie einschleuste. Dadurch flog auch die Speyerer Kameradschaft auf. Eine große Zahl der Mitglieder wurde verhaftet.
In Potsdam wurde ab 9. Februar 1945 gegen Schultheis, seine Ehefrau und acht weitere Mitglieder der Kameradschaft verhandelt. Schultheis und sein Kampfgefährte Peplinski wurden gemäß Urteilsspruch am 19. März im Zuchthaus Brandenburg enthauptet.

## Nach 1945
Frau Schultheis holte mit Hilfe des befreundeten Generaloberleutnants der sowjetischen Armee im August 1945 die Urne ihres ermordeten Gatten aus Brandenburg a. d. Havel und brachte sie nach Speyer, wo Ende September 1945 ein Ehrenbegräbnis stattfand. Emma Schultheis starb 1978. Ihre Tochter Emma Matuszwewski, die zur Zeit der Massenverhaftungen hochschwanger in einem vergitterten Zimmer des Speyerer Stiftungskrankenhauses gefangen war, gebar dort am 29. Juni 1944 eine Tochter. Emma starb 1992. Wolfgang Eger schreibt in seinem Straßennamenlexikon, dass bereits 1946 vorgeschlagen worden sei, die Straße, in der die Familie Schultheis wohnte, in „Jakob-Schultheis-Straße“ umzubenennen.
Am 11. Mai 2018 wurden vor dem letzten Wohnort der Familie Schultheis "Stolpersteine" Im Lenhart 35, 67346 Speyer verlegt.